# Famille Jourdier
La famille Jourdier est une famille d'ancienne bourgeoisie française, originaire du Bourbonnais. Elle a formé deux branches : la branche aînée dénommée Jourdier de La Charnée et la branche cadette dénommée Jourdier dit de Cronat, titulaire d'une charge de noblesse depuis 1771.

## Origines
La famille Jourdier est originaire du village de Cronat, en Saône-et-Loire en région Bourgogne-Franche-Comté, à la frontière de la Nièvre et de l’Allier. Sous l’Ancien Régime, le village faisait partie de la province du Bourbonnais.
Famille aisée et figures influentes, les Jourdier ont occupé un rang distingué au sein de la haute bourgeoisie de cette région par leurs rôles prépondérants dans les affaires publiques des régions de la Nièvre et du Bourbonnais. Elle compte : des procureurs du roi, un juge au présidial, des juges de paix, des maires, des membres du conseil général de l’Allier, ainsi que des figures militaires notables.

## Armes
Coupé d'azur et de sable, à la pleine lune d'argent brochant sur le coupé et cantonnée en sautoir, au 1 et au 4 d'un soleil d'or issant des angles de l'écu, au 2 et au 3 d'une étoile d'argent.

## Branches et personnalités

### Branche aînée: Jourdier de La Charnée
Elle compte parmi ses membres :
- Un des six aumôniers de la maison du roi sous Louis XV, Joseph Jourdier (1695-1749), docteur en Sorbonne[2] ;
- Joseph Jourdier[3] (1743-1799), procureur du roi au bailliage et juge au présidial de Saint-Pierre-le-Moûtier, il épouse en 1778 Jeanne Alaroze de La Brène. Sur le domaine du Veurdre, au nord du Bourbonnais, terrain venant de la famille de cette dernière, il fait construire le château de La Charnée. Dès lors, il porta le titre de seigneur de La Charnée et en ajouta le nom au sien.
- Son fils, Philibert Jourdier de La Charnée (1782-1859), juge de paix du canton de Lurcy-Lévis complète le château de deux pavillons aux extrémités, vers 1840. Ce dernier épouse en 1804 Rosalie Legros.
- Claude-Elphège Jourdier de La Charnée (1805-1874), répertorié dans le Who's Who in France, il fut maire[4] de Moulins de 1851 à 1863, puis maire du Veurdre de 1865 à 1870. Il fut conseiller général du canton de Lurcy-Lévis de 1853 à 1871 mais aussi membre du conseil général de l’Allier. Il a été l'un des plus gros propriétaires fonciers du département de l'Allier[5]. Il est officier de l'Ordre national de la Légion d'honneur[6]. En 1834, Claude-Elphège épouse Nanine Legros des Bourdais avec qui il a un fils unique, Charles.
- Charles Jourdier de La Charnée[7] (1839-1906) s’établit à Paris au 32 rue Michel-Ange dans le 16e arrondissement. Mécène, il a fait don de certaines de ses œuvres au Musée départemental de l'Allier avant de léguer sa collection privée à son cousin, le comte Antoine de Champfeu (1848-1926), dans laquelle il y avait plusieurs œuvres de Jean-Baptiste Corot et de Jean-François Millet, dont deux pastels : l’Homme jouant de la viole et un portrait de l'abbé Guillaume Antoine Le Monnier revendu à Londres par la Maison Christie's en 1996.

### Branche cadette: Jourdier dit de Cronat
Elle compte :
- Antoine Jourdier (1706-1737), visiteur aux haras du Roi en Bourgogne et maire de Cronat.
- Deux hérauts d'armes de France au titre du Dauphiné[8] : 
  - François-Étienne Jourdier (1750-1799)[9], écuyer, chevalier[10], ancien gendarme de la garde du roi sous Louis XV, qui est l'un des cinq hérauts d'armes présents au sacre de Louis XVI. Il fut également juge de paix à Cronat.
  - Son fils, Jean-Baptiste Jourdier (1780-1861), écuyer, qui sera titulaire de la charge à titre honoraire jusqu'à la révolution de 1830. Il a été maire de la commune de Cronat dès 1826.
- Paul Jourdier (1907-1995), fut l’un des trente premiers compagnons de la Libération. Le 2 janvier 1941, il avait assuré sa première victoire à la France libre, à Umbrega en Érythrée, dans le Soudan actuel. À cette occasion, il a dirigé la dernière charge au sabre de l'histoire de la cavalerie française. Il avait rejoint les forces britanniques le 30 juin 1940 en Palestine, sans avoir eu connaissance de l'appel du général de Gaulle. Il épouse en 1941 Nathalie de Bilderling.

## Hommages

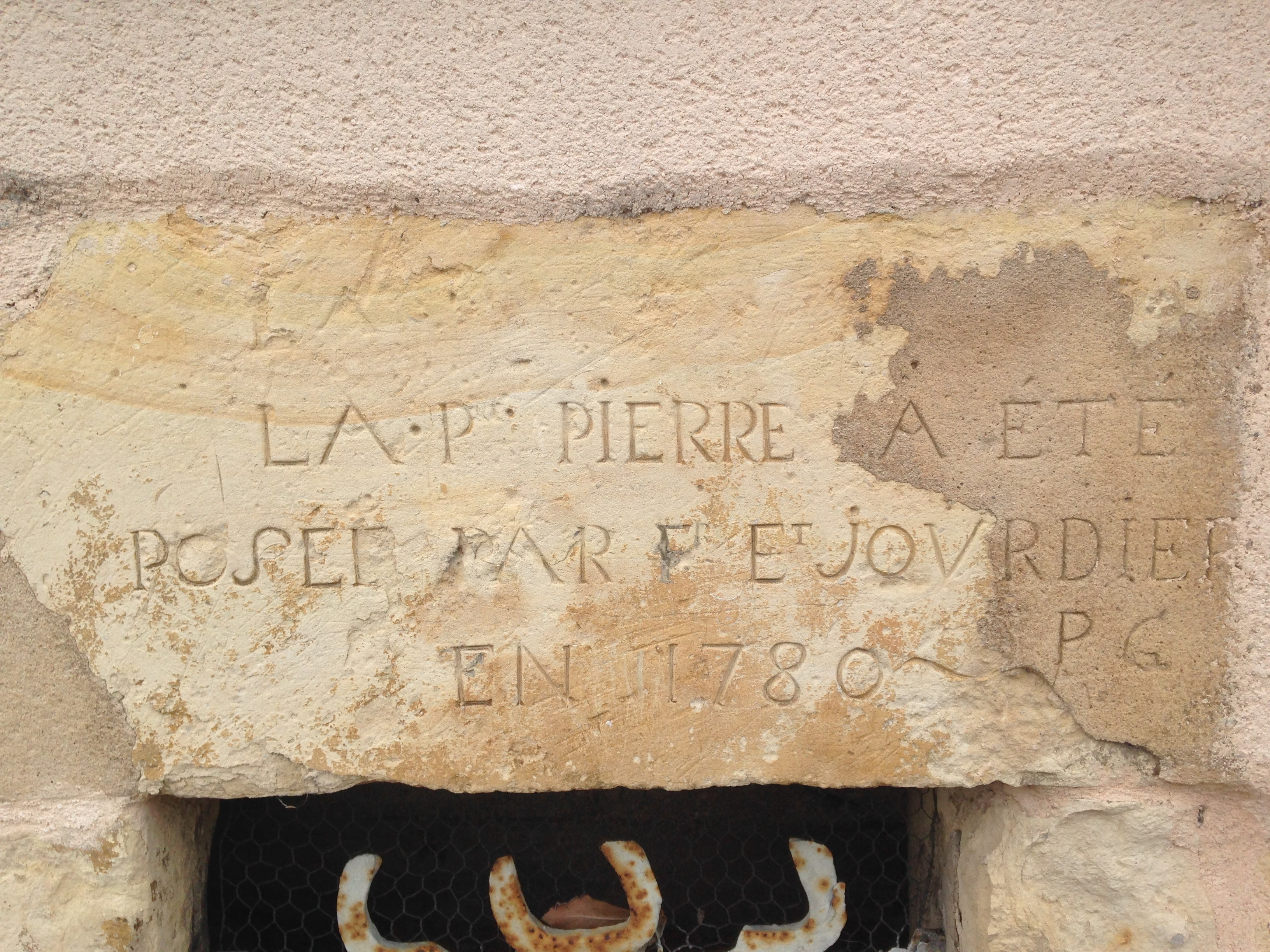
Pierre gravée apposée sur la façade de la maison dite "Le Prieuré" à Cronat, qui appartenait à François-Étienne Jourdier.

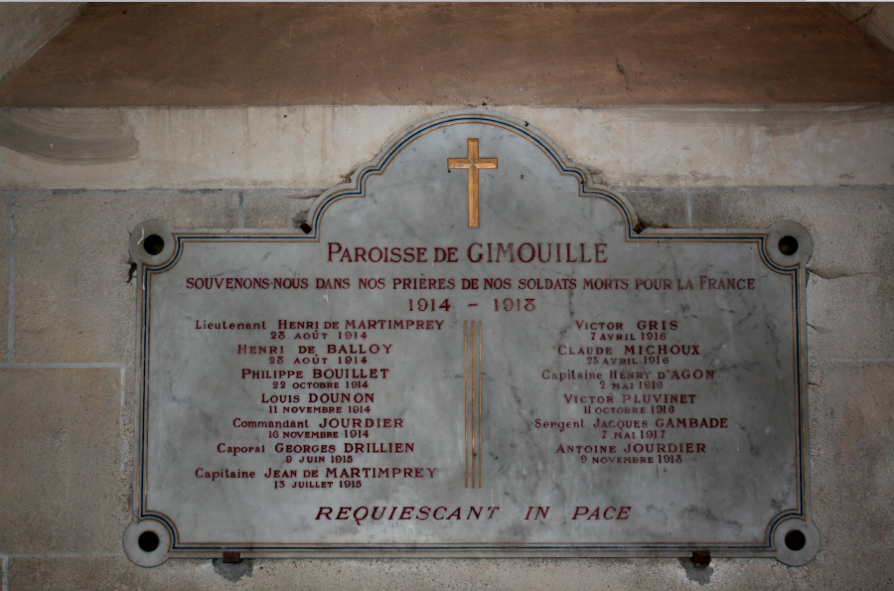
Sur cette plaque, on trouve la mention du "Commandant Jourdier" et de son fils "Antoine Jourdier", respectivement morts pour la France en 1914 et 1918.

Il est fait mention de certains membres de la famille Jourdier :
- Dans le musée Émile Guillaumin à Ygrande dans l'Allier, il est fait mention de Claude-Elphège Jourdier, propriétaire terrien au service duquel la famille d'Émile Guillaumin exerçait la fonction de métayer.
- Dans le village de Cronat, sur la façade de la maison dite « Le Prieuré » et sise à l'intersection entre la route de Decize et la route de Gannay, il y a une pierre gravée indiquant qu’elle a été construite et habitée par François-Étienne Jourdier.
- Sur une plaque funéraire de la paroisse de Gimouille, village situé dans la Nièvre, à la mémoire des soldats morts pour la France, on trouve mention du commandant Georges Maurice Jourdier, tombé le 16 novembre 1914, et de son fils Antoine Jourdier, tombé le 9 novembre 1918[11].
- Sur une plaque funéraire de la commune de Verneuil, dans la Nièvre, à la mémoire des soldats morts au champ d'honneur, on trouve également mention de Georges Maurice Jourdier, tombé en 1914 et d'Antoine Jourdier, son fils cadet, tombé en 1918.
- En l'Église Notre-Dame-aux-Neiges d'Aurillac, à la mémoire des soldats morts au cours de la Première Guerre mondiale, il est fait mention de Georges Maurice Jourdier, commandant au 139e régiment d'infanterie en garnison à Aurillac entre 1883 et 1889.
- Au Musée de l'ordre de la Libération à Paris, on trouve une vitrine d'exposition à la mémoire de Paul Jourdier, cité ci-dessus.
- Sur les hauteurs du Jourdain, à la frontière libano-palestinienne, une stèle commémorative[12] a été inaugurée le 30 juin 2020 par une cinquantaine de spahis en l'honneur du Compagnon de la Libération Paul Jourdier.

## Demeures
- Château de La Charnée et ses dépendances. Ils sont situés sur la commune du Veurdre dans l’Allier. Le château est un bâtiment à double corps de logis et de plan rectangulaire. Le logis principal se compose comme un avant-corps, à deux niveaux et niveau de comble. De style classique, il est ouvert de cinq fenêtres et surmonté d'un fronton triangulaire. À chacune de ses extrémités, il y a une aile, en retour d'équerre, qui a été ajoutée au XIXe siècle par Philibert Jourdier de La Charnée. Aujourd’hui, le château de La Charnée est une propriété privée et ne se visite pas.
- Château de la Baulme et ses dépendances. Ils sont situés sur la commune de Cronat en Saône-et-Loire. Depuis un arrêté du 19 janvier 1999, le château, de style néo-Louis XIII avec un intérieur de style néo-Louis XVI, est inscrit comme Monument historique. Aujourd’hui, le château de La Baulme est une propriété privée et ne se visite pas.
- Château des Gouttes et ses dépendances, situé sur la commune de Thionne dans l’Allier. Il appartient à la famille Charry des Gouttes jusqu’au XVIIe siècle avant d’être racheté en 1818 par la famille Clayeux et d'échoir par mariage aux Jourdier. En 1870, les Clayeux le restaurent et l’agrandissent suivant les plans de l’architecte moulinois Jean Moreau.
- Des membres de la famille Jourdier ont aussi grandi au château des Fougis, également situé sur la commune de Thionne, qui appartenait au XIXe et au XXe siècles à la famille Clayeux.

## Alliances
Les principales alliances de la famille Jourdier sont : Gaulthier, Gondier de La Vallée, de Savigny, Aladane de Paraize, Thierry-Dufougeray, Chabot de l'Allier, Tiersonnier, Clayeux, de Waubert de Genlis, Pavin de Lafarge, Chavane, de Bilderling, de La Masselière, de Crécy, de Ghaisne de Bourmont, de Buttet, du Breuil-Hélion de La Guéronnière, Le Sage.

## Pour approfondir